# 中華航空 (1938-1945年)

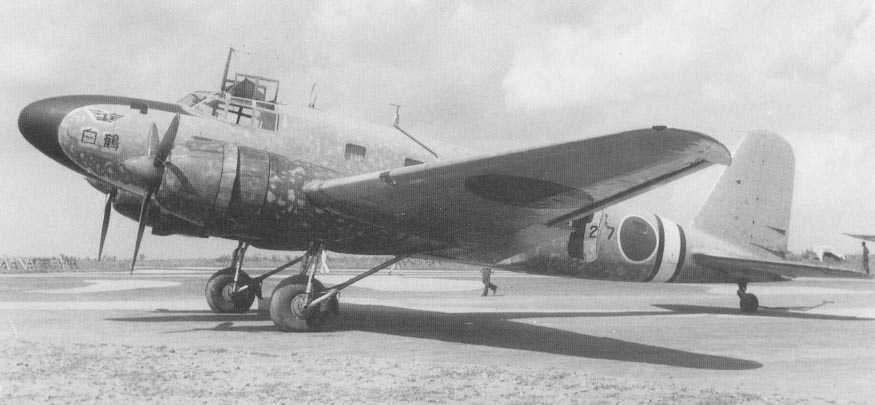
中華航空の「白鶴号」（三菱MC-20）

中華航空株式会社（ちゅうかこうくうかぶしきがいしゃ、旧字体：中華航空株式會社、繁: 中華航空股份有限公司、略称: 中華航空、英: China Air Transport）は、日中戦争期、日本軍占領下の地域で運行していた航空会社。

## 歴史
1936年に関東軍と冀察政務委員会の合弁企業として設立された恵通航空を前身として、中華民国臨時政府、中華民国維新政府、蒙疆連合委員会の出資を仰いで、1938年12月16日に設立されたのが、同航空会社である。他にも現物出資の形でもとの恵通航空のほか、日本の大日本航空も出資していた。なお、会社トップの総裁には児玉常雄（のち大日本航空総裁）が就任していた。
日中戦争では広大な中国の領土を占領したが、中国大陸の運輸交通手段のうち鉄道や道路はしばしば戦争による破壊行為の被害を受けていた為、同航空による航空輸送は終戦まで迅速な交通手段として機能していた。

## 出資比率
設立時
- 中華民国臨時政府 180万円
- 中華民国維新政府　200万円
- 蒙疆連合委員会　20万円
- 恵通航空　100万円
- 大日本航空　100万円

増資時（1939年9月11日）
- 大日本航空　2900万円
- 中華民国臨時政府 1000万円
- 中華民国維新政府　1000万円
- 蒙疆連合委員会　100万円

## 備考
1959年に台北市で設立された「中華航空」（現・チャイナエアライン）は、中華民国の航空会社で、本項の中華航空とは無関係であり、英語表記も異なる。

## 参考資料
- 日本民間航空史、佐藤一一著、国書刊行会、2003年刊